# Еліша (Арканзас)
Еліша (англ. Alicia) — місто (англ. town) в США, в окрузі Лоуренс штату Арканзас. Населення — 143 особи (2020).

## Географія
Еліша розташована за координатами 35°53′40″ пн. ш. 91°4′59″ зх. д. / 35.89444° пн. ш. 91.08306° зх. д. (35.894410, -91.083164).  За даними Бюро перепису населення США в 2010 році місто мало площу 0,33 км², уся площа — суходіл.

### Клімат
| Клімат : Еліша        | Клімат : Еліша | Клімат : Еліша | Клімат : Еліша | Клімат : Еліша | Клімат : Еліша | Клімат : Еліша | Клімат : Еліша | Клімат : Еліша | Клімат : Еліша | Клімат : Еліша | Клімат : Еліша | Клімат : Еліша | Клімат : Еліша |
| Показник              | Січ.           | Лют.           | Бер.           | Квіт.          | Трав.          | Черв.          | Лип.           | Серп.          | Вер.           | Жовт.          | Лист.          | Груд.          | Рік            |
| Середній максимум, °C | 7,8            | 11,1           | 16,7           | 23,3           | 27,8           | 32,2           | 34,4           | 33,3           | 29,4           | 23,9           | 16,1           | 10,0           | 22,2           |
| Середній мінімум, °C  | −3,3           | −0,6           | 4,4            | 9,4            | 14,4           | 18,3           | 20,6           | 19,4           | 15,6           | 8,9            | 3,9            | −1,1           | 9,4            |
| Норма опадів, мм      | 81             | 91             | 130            | 117            | 135            | 79             | 79             | 79             | 107            | 81             | 119            | 119            | 1214           |
| --------------------- | -------------- | -------------- | -------------- | -------------- | -------------- | -------------- | -------------- | -------------- | -------------- | -------------- | -------------- | -------------- | -------------- |
| Джерело: Weatherbase  |                |                |                |                |                |                |                |                |                |                |                |                |                |

## Демографія
Згідно з переписом 2010 року, у місті мешкали 124 особи в 47 домогосподарствах у складі 37 родин. Густота населення становила 381 особа/км².  Було 58 помешкань (178/км²). 
Расовий склад населення:
| - 100,0 % — білих |

До двох чи більше рас належало 0,0 %. Іспаномовні складали 1,6 % від усіх жителів.
За віковим діапазоном населення розподілялося таким чином: 25,8 % — особи молодші 18 років, 54,8 % — особи у віці 18—64 років, 19,4 % — особи у віці 65 років та старші. Медіана віку мешканця становила 40,5 року. На 100 осіб жіночої статі у місті припадало 90,8 чоловіків;  на 100 жінок у віці від 18 років та старших — 95,7 чоловіків також старших 18 років.
Середній дохід на одне домашнє господарство  становив 24 747 доларів США (медіана — 16 389), а середній дохід на одну сім'ю — 22 477 доларів (медіана — 14 917). За межею бідності перебувало 47,9 % осіб, у тому числі 74,1 % дітей у віці до 18 років та 31,7 % осіб у віці 65 років та старших.
Цивільне працевлаштоване населення становило 36 осіб. Основні галузі зайнятості: освіта, охорона здоров'я та соціальна допомога — 25,0 %, мистецтво, розваги та відпочинок — 19,4 %, роздрібна торгівля — 11,1 %, інформація — 8,3 %.